# Pleospora gigantasca
Pleospora gigantasca är en svampart som tillhör divisionen sporsäcksvampar, och som beskrevs av Emil Rostrup. Pleospora gigantasca ingår i släktet Pleospora, och familjen Pleosporaceae. Arten är reproducerande i Sverige.